# Jacqueline Toxopeus
Jacqueline Afine Toxopeus (Wageningen, 11 december 1964) is een Nederlands voormalig hockeyster. Ze keepte 91 interlands voor de Nederlandse vrouwenploeg.

## Clubcarrière
Toxopeus begon haar hockeycarrière bij Wageningen. Relatief laat maakte zij daar de keuze om vaste keepster te zijn, als A-juniore. In 1984 volgde de overstap naar hoofdklasser Hilversum. Als doelvrouw van het Nederlands team zocht ze het in 1993 hogerop bij Hockeyclub 's-Hertogenbosch, dat aan een spurt omhoog zou werken. Twee landstitels volgden: in 1998 en 1999. In de finale van 1999 tegen Amsterdam stopte Toxopeus ten slotte wederom een strafbal.
Na haar afscheid bij HC Den Bosch, kwam zij in het het seizoen 2006-2007 nogmaals onder de lat te staan. Om HC Rotterdam uit keepersnood te helpen trok de manager van het team voor even wederom haar uitrusting aan.

## Interlandcarrière
Haar debuut als international maakte de keepster op 25 maart 1989 in de met 1-2 verloren oefeninterland tegen Duitsland in Amstelveen. Een eerste succes kwam op 13 mei 1990, toen Nederland in Sydney de wereldtitel veroverde door het gastland met 3-1 te verslaan. Op de Olympische Spelen van Barcelona eindigde Nederland met Toxopeus op doel als zesde. In 1995 won zij de Europese titel, op het EK in Nederland. Op 25 mei werd in de finale Spanje na strafballen geklopt.
Het slotstuk voor Toxopeus werden de Olympische Spelen van Atlanta in 1996. Op 1 augustus kwam het in de verliezersfinale tegen Groot-Brittannië na een doelpuntloos gelijkspel aan op strafballen. Toxopeus stopte inzetten van Karen Brown en Kathryn Johnson, Nederland won brons.
Carina Benninga · 
Carina Bleeker · 
Annemieke Fokke · 
Noor Holsboer · 
Danielle Koenen · 
Helen Lejeune-van der Ben · 
Jeannette Lewin · 
Caroline van Nieuwenhuyze-Leenders · 
Martine Ohr · 
Wietske de Ruiter · 
Florentine Steenberghe · 
Carole Thate · 
Jacqueline Toxopeus · 
Cécile Vinke · 
Ingrid Wolff · 
Mieketine Wouters ·
Coach: Roelant Oltmans
Dillianne van den Boogaard · 
Mijntje Donners · 
Willemijn Duyster · 
Stella de Heij · 
Noor Holsboer · 
Fleur van de Kieft · 
Nicky Koolen · 
Ellen Kuipers · 
Jeannette Lewin · 
Suzanne Plesman · 
Wietske de Ruiter · 
Florentine Steenberghe · 
Margje Teeuwen · 
Carole Thate · 
Jacqueline Toxopeus · 
Suzan van der Wielen ·
Coach: Tom van 't Hek